# Evilmerodac
Amel-Marduk (en escritura cuneiforme:   ; Amēl-Marduk, que significa "hombre de Marduk"), también conocido como Awil-Marduk, o bajo la interpretación bíblica de su nombre, Evil-Merodach (en hebreo: אֱוִיל מְרֹדַךְ, ʾÉwīl Mərōḏaḵ) o también Evilmerodac, fue el tercer rey del imperio neobabilónico, que gobernó desde el 562 a. C. hasta su derrocamiento y asesinato en el 560 a. C. Fue el sucesor de Nabucodonosor II (reinado 605–562 a. C.). Debido al pequeño número de fuentes en escritura cuneiforme supervivientes, se sabe poco del reinado y de las acciones de Amel-Marduk como rey.
Originalmente llamado Nabu-shum-ukin, no era el hijo mayor de Nabucodonosor, ni el hijo mayor vivo en el momento de su nombramiento como príncipe heredero y sucesor. No está claro por qué Amel-Marduk fue designado por su padre como sucesor, particularmente porque parece haber habido altercados entre los dos, posiblemente relacionados con un intento de Amel-Marduk de tomar el trono mientras su padre aún vivía. Después de la conspiración, Amel-Marduk fue encarcelado, posiblemente junto con Joaquín de Judá, el rey capturado del reino de Judá. Nabu-shum-ukin cambió su nombre a Amel-Marduk tras su liberación, posiblemente en una muestra de reverencia al dios Marduk a quien había orado.
Amel-Marduk es recordado principalmente por liberar a Joaquín después de 37 años de prisión. También se sabe que Amel-Marduk realizó algunos trabajos de construcción en la ciudad de Babilonia, y posiblemente en otros lugares, aunque el alcance de sus proyectos no está claro. Los babilonios pudieron haber quedado resentidos de su gobierno, ya que las fuentes babilónicas posteriores a su reinado lo describen como incompetente. En el 560 a. C., fue derrocado y asesinado por su cuñado Neriglisar, quien a partir de entonces gobernó como rey.

## Trasfondo histórico

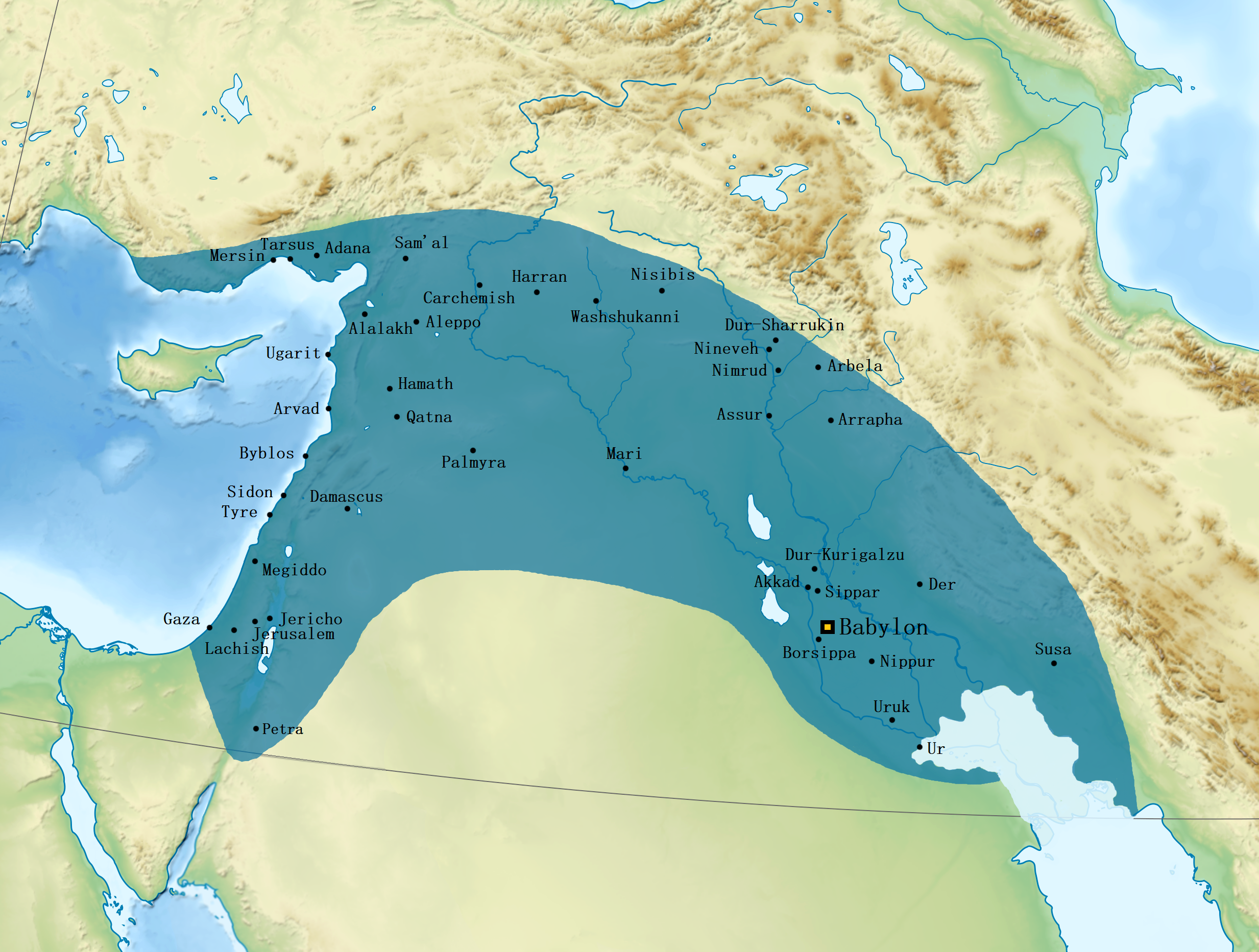
Las fronteras del imperio neobabilónico establecidas bajo el padre y predecesor de Amel-Marduk, Nabucodonosor II

Amel-Marduk fue el sucesor de su padre, Nabucodonosor II (reinado 605–562 a. C.). Parece que la sucesión de Nabucodonosor fue problemática y que los últimos años del rey fueron propensos a la inestabilidad política. En una de las inscripciones escritas muy tarde en su reinado, después de que Nabucodonosor ya había gobernado durante cuarenta años, el rey afirma que había sido elegido para reinar por los dioses incluso antes de haber nacido. Enfatizar la legitimidad divina de tal manera generalmente solo lo hacían los usurpadores, o si había problemas políticos con su sucesor previsto. Dado que Nabucodonosor había reinado durante varias décadas y había sido el heredero legítimo de su predecesor, la primera opción parece poco probable.
Durante el reinado de su padre, Amel-Marduk fue elegido como heredero y está certificado como príncipe heredero en el 566 a. C. aunque no era el hijo mayor de Nabucodonosor; otro de los hijos de Nabucodonosor, Marduk-nadin-ahi, está atestiguado en el tercer año del reinado de Nabucodonosor (602/601 a. C.) como adulto a cargo de sus propias tierras. Dado que Amel-Marduk aparece mencionado considerablemente más tarde, es probable que Marduk-nadin-ahi fuera el hijo mayor y heredero legítimo de Nabucodonosor, lo que hace que la selección de Amel-Marduk no esté clara, particularmente porque se atestigua que Marduk-nadin-ahi vivió hasta el 563 a. C. Además, la evidencia de altercados entre Nabucodonosor y Amel-Marduk hace que su selección como heredero parezca aún más improbable. En un texto, Nabucodonosor y Amel-Marduk están ambos implicados en algún tipo de conspiración, con uno de los dos acusado de mala conducta contra los templos y el pueblo:

Con respecto a [Nebu]chadnezzar ellos pensaron [. . .] su vida no fue atesorada [por ellos . . . el pueblo de] Babilonia a Amēl-Marduk habló, no [. . .] . . . "Con respecto al tesoro de Esagila] y Babilonia [. . . "] mencionaron las ciudades de los grandes dioses [. . .] su corazón por hijo e hija no dejará [. . .] familia y tribu son [no . . .] en su corazón. Todo lo que está lleno [. . .] sus pensamientos no eran sobre el bienestar de [Esagila y Babilonia. . .], con oídos atentos se dirigió a las puertas santas [. . .] oró al Señor de los señores [. . .] lloró amargamente a Marduk, los dioses [..s]e fue su oración a [. . .].

La inscripción contiene acusaciones, aunque no está claro a quién van dirigidas, relativas a la profanación de los lugares sagrados y a la explotación del pueblo llano, fallos en las dos responsabilidades principales del rey de Babilonia. Posteriormente se afirma que el acusado lloró y oró a Marduk, la deidad nacional de Babilonia.
Otro texto de finales del reinado de Nabucodonosor contiene una oración de un hijo de Nabucodonosor encarcelado llamado Nabu-shum-ukin ( Nabû-šum-ukīn), quien afirma que fue encarcelado debido a una conspiración en su contra. Según el Leviticus Rabbah, un texto midráshico de los siglos V-VII d. C., Amel-Marduk fue encarcelado por su padre junto con el rey de Judá capturado Joaquín (también conocido como Jeconías) porque algunos de los oficiales babilónicos lo habían proclamado rey mientras Nabucodonosor estaba fuera. El asiriólogo Irving Finkel argumentó en 1999 que Nabu-shum-ukin era la misma persona que Amel-Marduk, quien cambió su nombre a "hombre de Marduk" una vez que fue liberado como reverencia hacia el dios al que había rezado. Las conclusiones de Finkel han sido aceptadas como convincentes por otros académicos, y también explicarían el texto anterior, quizás relacionado con los mismos incidentes. Las Crónicas de Jerahmeel, un trabajo hebreo sobre historia posiblemente escrito en el siglo XII d. C., afirma erróneamente que Amel-Marduk era el hijo mayor de Nabucodonosor, pero que su padre lo dejó de lado en favor de su hermano, 'Nabucodonosor el Joven' (una figura ficticia no atestiguada en ninguna otra fuente), y así fue encarcelado junto con Joaquín hasta la muerte de Nabucodonosor el Joven, después de lo cual Amel-Marduk fue nombrado rey.
Considerando la evidencia disponible, es posible que Nabucodonosor viera Amel-Marduk como un heredero indigno y buscó reemplazarlo con otro hijo. Sin embargo, no está claro por qué Amel-Marduk se convirtió en rey. Independientemente, los deberes administrativos de Amel-Marduk probablemente comenzaron antes de convertirse en rey, durante las últimas semanas o meses del reinado de su padre, cuando Nabucodonosor estaba enfermo y agonizante. La última tablilla conocida que data del reinado de Nabucodonosor, de Uruk, data del mismo día, 7 de octubre, que la primera tablilla conocida de Amel-Marduk, de Sippar.

## Reinado

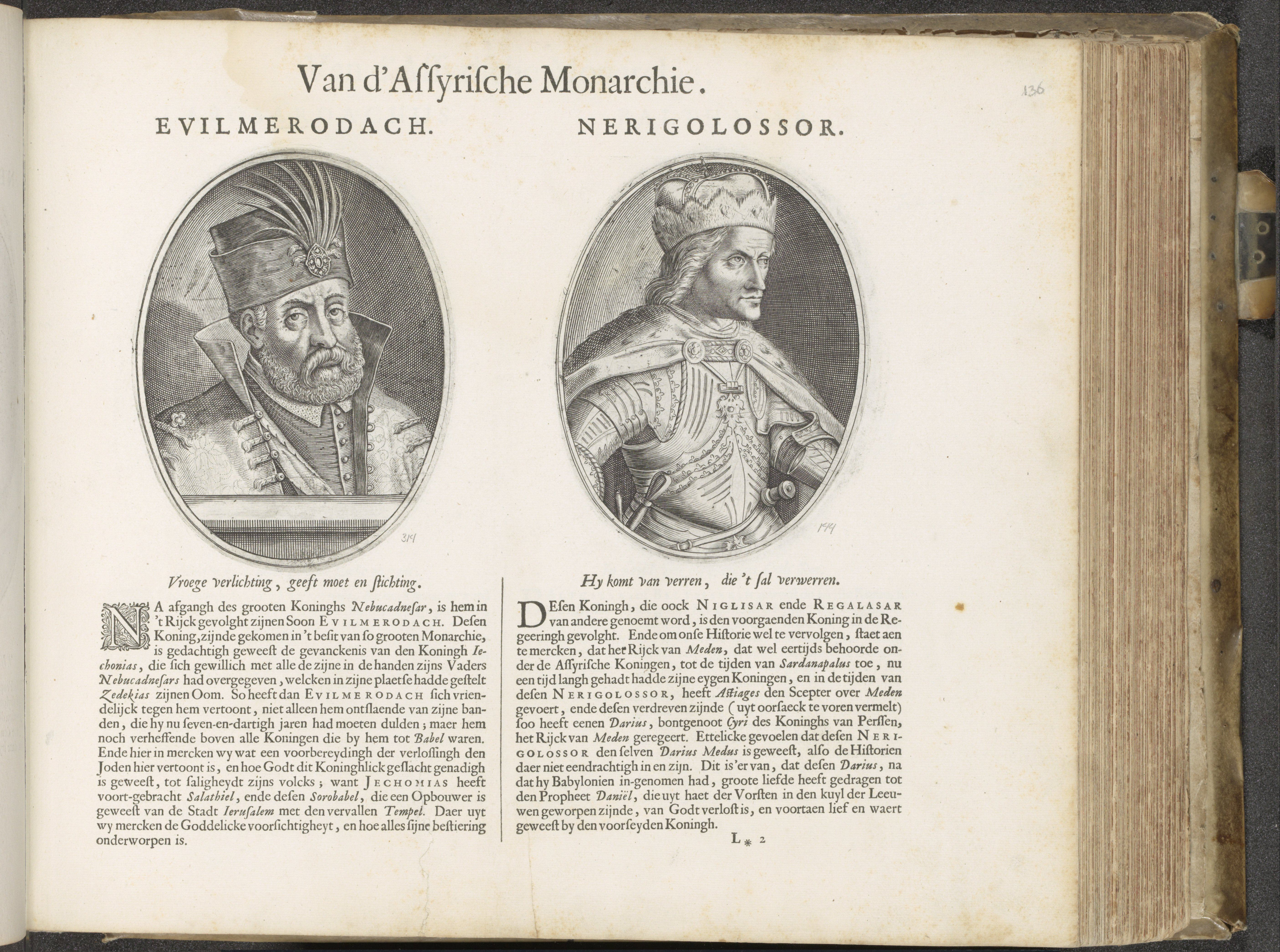
Retratos del siglo XVII de Amel-Marduk ('Evilmerodach') y su sucesor Neriglisar ('Nerigolossor')

Muy pocas fuentes en escritura cuneiforme sobreviven del reinado de Amel-Marduk, y, como tal, casi nada se sabe de sus logros. A pesar de ser el sucesor legítimo de Nabucodonosor, Amel-Marduk aparentemente encontró oposición desde el comienzo de su gobierno, como lo indica la brevedad de su mandato como rey y su descripción negativa en fuentes posteriores. El posterior escritor y astrónomo babilónico de la era helenística, Beroso el Caldeo, escribió que Amel-Marduk "gobernaba caprichosamente y no respetaba las leyes" y un texto de propaganda cuneiforme afirma que descuidó a su familia, que los funcionarios se negaron a cumplir sus órdenes y que él únicamente se preocupaba por la veneración y adoración de Marduk. Si la oposición hacia Amel-Marduk se debió a su anterior intento de conspiración contra su padre, la tensión entre diferentes facciones de la familia real (dado que él no era el hijo mayor), o de su propia mala gestión como rey, no está claro. Poco se sabe de la familia inmediata de Amel-Marduk, es decir, su esposa e hijos potenciales. No se conocen hijos de Amel-Marduk, pero tuvo al menos una hija llamada Indû. Las Crónicas de Jerahmeel atribuyen tres hijos a Amel-Marduk: Regosar, Lebuzer Dukh y Nabhar, aunque parece que el autor confundió a los sucesores de Amel-Marduk con sus hijos (respectivamente, Neriglisar, Labashi-Marduk y Nabonido).
Una de sus inscripciones sugiere que renovó el Esagila en Babilonia y el Ezida en Borsippa, pero no existe evidencia arqueológica o textual concreta que confirme que realmente se realizó un trabajo en estos templos. Algunos ladrillos y adoquines de Babilonia llevan su nombre, lo que indica que se completó una obra de construcción en Babilonia durante su breve mandato como rey.
La Biblia afirma que Amel-Marduk liberó a Joaquín, rey de Judá, después de 37 años de encarcelamiento en Babilonia, el único acto político concreto atribuido a Amel-Marduk en cualquier fuente existente. Aunque tales actos de clemencia se conocen de las ceremonias de ascensión al trono, y en este caso pueden haber estado relacionados con la celebración de la festividad de año nuevo babilónica, se desconoce el motivo específico de su liberación. Las razones sugeridas incluyen ganar el favor de la población de deportados judíos en Babilonia, o que Amel-Marduk y Joaquín pudieron haberse hecho amigos durante su encarcelamiento. La tradición judía posterior sostuvo que la liberación fue una reversión deliberada de la política de Nabucodonosor (que había destruido el Reino de Judá), aunque no hay indicios de que Amel-Marduk hubiera intentado restaurar Judá. A pesar de ello, los judíos contemporáneos de Amel-Marduk probablemente esperaban que la liberación de Joaquín fuera el primer paso en la restauración de Judá, dado que Amel-Marduk también liberó a Baalezer, el rey capturado de Tiro, y lo restauró en su trono. La liberación de Joaquín se narra en el Libro de los Reyes (Antiguo Testamento) 25:27–30, y en las Crónicas de Jerameel. Ambas fuentes se refieren a Amel-Marduk como Evil-Merodach. Las Crónicas de Jerameel narran la liberación de Jeconías de la siguiente manera:

En el año treinta y siete del destierro de Joaquín rey de Judá, en el año en que Evil-Merodac comenzó a reinar en Babilonia, liberó a Joaquín de la prisión el día veinticinco del mes duodécimo. Le habló con bondad y le dio un asiento de honor más alto que los de los otros reyes que estaban con él en Babilonia.

El reinado de Amel-Marduk terminó abruptamente en agosto del 560 a. C., después de apenas dos años como rey, cuando fue depuesto y asesinado por Neriglisar, su cuñado, quien luego reclamó el trono. El último documento del reinado de Amel-Marduk es un contrato fechado el 7 de agosto del 560 a. C., escrito en Babilonia. Cuatro días después, se conocen documentos fechados en el reinado de Neriglisar tanto de Babilonia como de Uruk. Basado en el aumento de la actividad económica que se le atribuye en la capital, Neriglisar estaba en Babilonia en el momento de la usurpación. Es probable que el conflicto entre Amel-Marduk y Neriglisar fuera el resultado de la discordia entre familias y no de alguna otra forma de rivalidad. Neriglisar estaba casado con una de las hijas de Nabucodonosor, posiblemente Kassaia. Como Kashshaya está atestiguado mucho antes en el reinado de Nabucodonosor que Amel-Marduk (en el quinto año de Nabucodonosor, 600/599 a. C.) y la mayoría de los otros hijos, es posible que ella fuera mayor que ellos. Aunque la brecha entre la primera referencia a Kashshaya y las de los hijos podría ser accidental o coincidente, también podría interpretarse como una indicación de que muchos de los hijos eran descendientes de un segundo matrimonio. Por lo tanto, es posible que la usurpación de Neriglisar fuera el resultado de luchas internas entre una rama más antigua, rica e influyente de la familia real (representada por las hijas de Nabucodonosor, Kashshaya en particular) y una rama menos establecida y más joven, aunque más legítima (representada por los hijos de Nabucodonosor, como Amel-Marduk).

## Títulos
De una de sus inscripciones, encontrada en un pilar de uno de los puentes de Babilonia, los títulos de Amel-Marduk dicen lo siguiente:

Amel-Marduk, rey de Babilonia, el que renueva a Esagil y Ezida, hijo de Nabucodonosor, rey de Babilonia.

Dado que se conocen pocas inscripciones de Amel-Marduk, no se dispone de versiones más elaboradas de su titulación. También puede haber usado el título 'rey de Sumeria y Acad', utilizado por otros reyes neobabilónicos.